# Vrhovlje (gmina Sežana)
Vrhovlje – wieś w Słowenii, w gminie Sežana. W 2018 roku liczyła 97 mieszkańców.